# 159 î.Hr.

## Decese
- Terențiu (Publius Terentius Afer), dramaturg latin din timpul Republicii Romane (n. 185 î.Hr.)